# Before the Dawn (album)
Pour un article plus général, voir Discographie et vidéographie de Kate Bush.
Albums de Kate Bush
50 Words for Snow
(2011)
Before the Dawn est le deuxième album live de la chanteuse anglaise Kate Bush, crédité sous le nom de The KT Fellowship. L'album est sorti le 25 novembre 2016 sous son propre label Fish People, et est distribué aux États-Unis par Concord Records. Il a été enregistré en 2014 lors du spectacle en résidence à guichets fermés Before the Dawn, au Eventim Apollo à Londres.
L'album a été certifié disque d'Or au Royaume-Uni par la British Phonographic Industry.

## Les chansons
L'album se compose des chansons suivantes: 
Act I
1. Lily
2. Hounds of Love
3. Joanni
4. Top Of The City
5. Never Be Mine
6. Running Up that Hill
7. King of the Mountain

Act II
1. Astronomer's call
2. And Dream Of Sheep
3. Under Ice
4. Waking The Witch
5. Watching them without her (dialogue)
6. Watching You Without Me
7. Little Light
8. Jig Of Life
9. Hello Earth
10. The Morning Fog

Act III
1. Prelude
2. Prologue
3. An Architect's Dream
4. The Painter's Link
5. Sunset
6. Aerial Tal
7. Somewhere In Between
8. Tawny Moon (lead vocals by Albert McIntosh)
9. Nocturn
10. Aerial
11. Among Angels
12. Cloudbusting

Globalement, deux albums sont très présents dans le spectacle : Hounds of Love et Aerial dont 11 des chansons de chacun sont présentes. On remarque aussi que toute la deuxième partie est composée des chansons de Hounds of Love et la troisième se concentre presque exclusivement sur Aerial. Les quatre premiers albums de l'artiste ne sont pas représentés, aucune de leurs chansons n'a été interprétée. En revanche, une chanson de The Sensual World et deux de The Red Shoes sont bien présentes en première partie. Le spectacle contient aussi une chanson inédite de Kate Bush pour son fils : Tawny Moon et un poème en début de seconde partie Astronomer's call.
Le fait que l'artiste ait choisi de laisser de côté la première partie de sa carrière n'a pas été commenté par la presse spécialisée, sans doute parce que cela a permis au spectacle d'avoir une bonne cohérence et de bien présenter les histoires et l'ambiance de deux albums.
Il s'agit d'une compilation provenant de plusieurs des concerts de la résidence de 2014 et non pas d'un album live. Cependant le spectacle en lui-même n'était pas très différent de la liste présentée sur Before the Dawn. Le titre Never Be Mine provient d'une répétition pour la résidence et non d'un spectacle en direct.

## Personnel
- Kate Bush – chant, piano (The Ninth Wave pré-enregistré, Prologue, Among Angels), synthés pré-enregistrés
- Kevin McAlea – claviers, Uilleann pipes, accordéon
- Jon Carin – claviers, guitares, programmations, chœurs
- David Rhodes – guitares
- Friðrik Karlsson – guitares, bouzouki, charango
- John Giblin – basse
- Mino Cinelu – percussions
- Omar Hakim – batterie

Parties monologues et chœurs
- John Carder Bush – narration (Jig of Life)
- Paddy Bush – pilote hélicoptère (Waking the Witch), chœurs, fujare
- Kevin Doyle – astronome (Astronomer's Call)
- Jo Servi – witchfinder (Waking the Witch), chœurs
- Albert McIntosh – Ben (Watching Them Without Her), garçon (Prelude, The Painter's Link, Tawny Moon), chœurs
- Bob Harms – Papa (Watching Them Without Her), chœurs
- Jacqui DuBois, Sandra Marvin, chœurs

## Les formats
L'album est sorti sous forme de 4 albums vinyles, de tripe album CD et en téléchargement numérique.

## Classification par pays
| \| Classement (2016) \| Position \| \| ------------------------------------------------ \| -------- \| \| Allemagne (Media Control AG)[16] \| 14 \| \| Australie (ARIA Charts)[17] \| 35 \| \| Autriche (Austrian Singles Chart)[18] \| 45 \| \| Belgique (Ultratop \\|Belgium Singles Chart)[19] \| 22 \| \| Canada (RPM)[20] \| 89 \| \| États-Unis (Billboard 200)[21] \| 121 \| \| États-Unis (Alternative albums)[22] \| 5 \| \| États-Unis (Top rock albums)[23] \| 11 \| \| Finlande (Suomen virallinen lista)[24] \| 26 \| \| France (SNEP)[25] \| 52 \| \| Irlande (Irish Recorded Music Association)[26] \| 6 \| \| Italie (Federazione Industria Musicale Italiana) \| 34 \| \| Nouvelle-Zélande (RIANZ)[27] \| 2 \| \| Pays-Bas (MegaCharts)[28] \| 11 \| \| Pologne (Związek Producentów Audio Video)[29] \| 38 \| \| Royaume-Uni (UK Singles Chart)[30] \| 4 \| \| Suède (Sverigetopplistan)[31] \| 45 \| \| Suisse (Schweizer Hitparade)[32] \| 37 \| |          |
| Classement (2016) | Position |
| Allemagne (Media Control AG) | 14       |
| Australie (ARIA Charts) | 35       |
| Autriche (Austrian Singles Chart) | 45       |
| Belgique (Ultratop \|Belgium Singles Chart) | 22       |
| Canada (RPM) | 89       |
| États-Unis (Billboard 200) | 121      |
| États-Unis (Alternative albums) | 5        |
| États-Unis (Top rock albums) | 11       |
| Finlande (Suomen virallinen lista) | 26       |
| France (SNEP) | 52       |
| Irlande (Irish Recorded Music Association) | 6        |
| Italie (Federazione Industria Musicale Italiana) | 34       |
| Nouvelle-Zélande (RIANZ) | 2        |
| Pays-Bas (MegaCharts) | 11       |
| Pologne (Związek Producentów Audio Video) | 38       |
| Royaume-Uni (UK Singles Chart) | 4        |
| Suède (Sverigetopplistan) | 45       |
| Suisse (Schweizer Hitparade) | 37       |